# Охтирка
Охти́рка (МФА: [oˈxt̪ɪrkɑ] ( прослухати)) — місто України, історичне населене місце. Розташоване у Сумській області на Слобожанщині. Адміністративний центр Охтирського району і Охтирської громади. До 2019 року Охтирка була центром Охтирської міської ради, до якої, крім того, входили села Велике Озеро, Залужани, Козятин та Пристань.
У місті розташовані міська та районна ради, районна державна адміністрація Охтирського району Сумської області. Охтирка була одним з п'яти полкових міст Слобідської України. Місто є адміністративним, промисловим, духовним, культурним та історичним центром.
24 березня 2022 року Указом Президента України № 164/2022 з метою відзначити подвиг, масовий героїзм та стійкість громадян, виявлених у захисті своїх міст під час відсічі збройної агресії Російської Федерації проти України, місту Охтирка присвоєно почесну відзнаку «Місто-герой України».

## Назва
Існує декілька версій походження назви міста.
За однією з них, найбільш імовірною його назва походить від назви однойменної річки Охтирка, яка протікає через місто. На думку деяких краєзнавців, у перекладі з тюркської, вона означає «лінива річка». На думку інших, назва міста з тієї ж таки тюркської, перекладається як «місце, де влаштовують засіку», «біла фортеця». На думку Олега Бажана і Дмитра Вортмана, назва походить від пагорба Охтир, що на правому березі р. Ворскли, на якому і заснували острог. Вони вказують, що назва походить від тюрського Ак-тир — «білий камінь» або «біла скеля». Випадково чи ні, але основною корінною породою басейну річки Ворскли є крейда.
Російський лінгвіст Олег Трубачов вважав, що серйозних підстав приймати тюркську етимологію немає і що назва річки «недостатньо ясна за походженням». Проте його праця «Назви річок Правобережної України» була видана за радянських часів, коли будь-які історичні дослідження не були вільними від цензури та концепції про «велич російського народу».
В описах Харківського намісництва кінця XVIII ст. наводиться також інша версія, так само пов'язана з тюркським походженням назви: «Вийшов з татар чоловік на прізвисько Охтир-мурза, охрестившись, на цім місці оселився, від чого прозвалося місто Охтирка».
Вчений-мовознавець Костянтин Тищенко вказує на готське походження назви Охтирка.

## Географія
Населений пункт розташований у лісостеповій природній зоні на лівому березі річки Ворскли (в межах міста протікають річки Охтирка і Гусинка). Через місто проходять автомобільні дороги Н12, Т 1705, Р46 і залізниця станція Охтирка.
Географічною особливістю міста є його розміщення в центрі своєрідного трикутника обласних центрів — Сум, Харкова та Полтави. Відстань до обласного центру становить 79 км (автошлях Н12), до Харкова і Полтави — близько 100 км.

## Історія

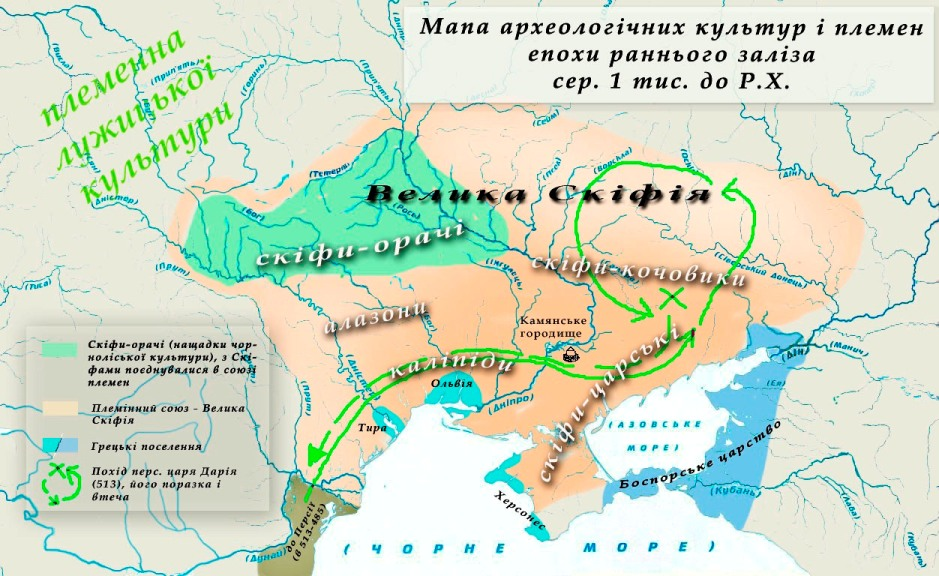
Мапа розселення Скіфських племен у Північному Причорномор'ї

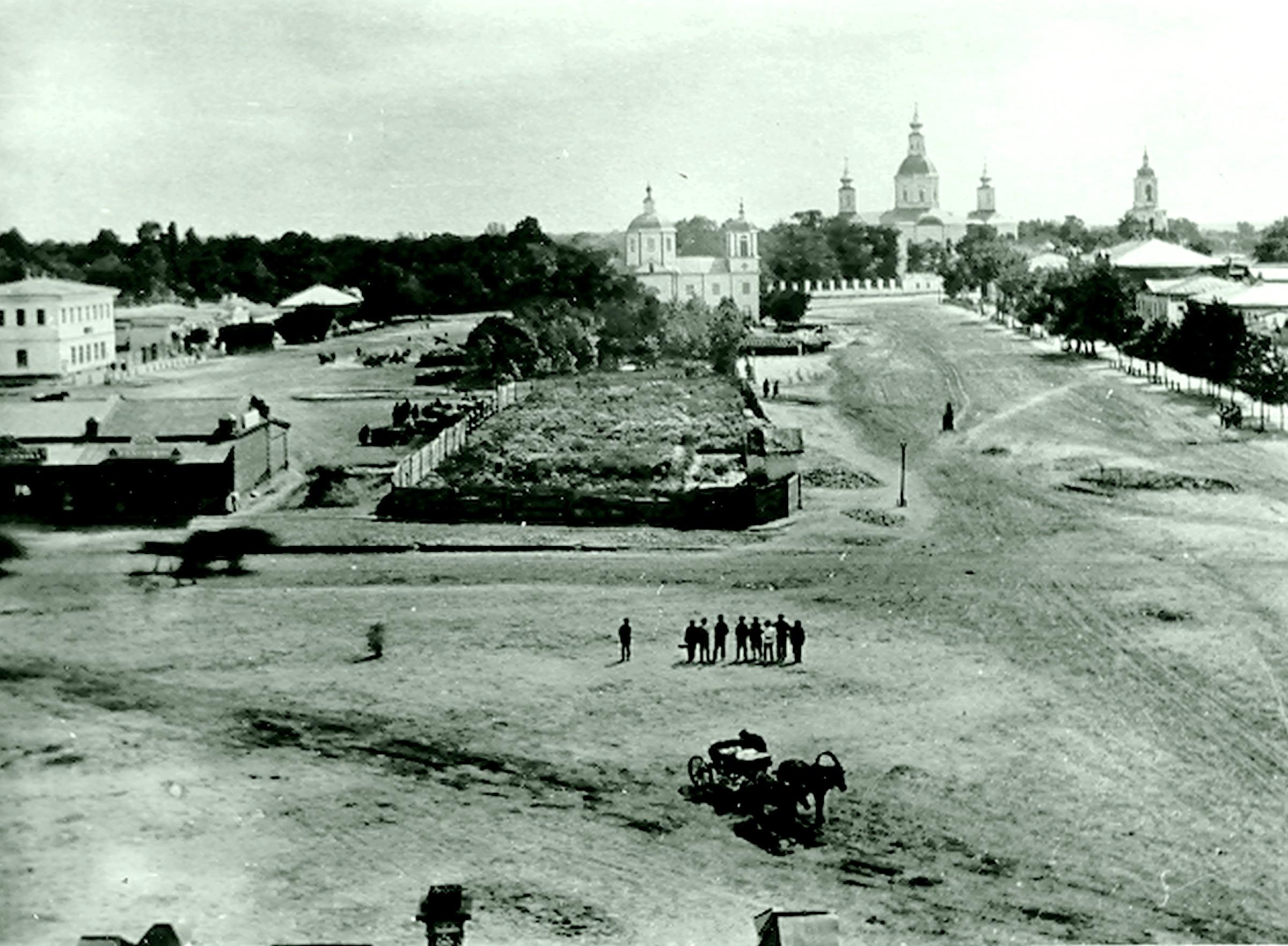
Одна з перших фотографій

Перші поселення на території, яку зараз займає Охтирка, виникли близько 3000 років тому.
Заселяли її осілі землеробсько-скотарські племена скіфів.
У період Київської Русі тут були слов'янські городища — прикордонні укріплення, пізніше зруйновані монголо-татарським ордами. Майже на 400[джерело?] років залишалися спустошеними широкі родючі приворсклянські степи «Дике поле».[прояснити][джерело?]
Занепокоєний нескінченними набігами татар, московський уряд вимушений був будувати міцний прикордонний заслін. Засновували фортеці українські козаки на чолі з польським урядником Кульчевським і поселялися вздовж лінії для її оборони переселенці з Правобережної України. Переселенці оселялися на нових місцях слободами, звідки й отримав назву край — Слобідська Україна.
Просування біженців на схід непокоїло й польський уряд,[прояснити][джерело?] в 1641 році, поляки, на місці слов'янського городища, на горі Охтир, закладають прикордонну засіку проти крайнього західного флангу Білгородської засічної лінії. Офіційно визнаною датою його заснування вважають 29 вересня 1641 року.
У 1645-1648 роках за Полянським мирним договором відбулось розмежування московито-польського кордону, внаслідок чого поселення на горі Охтир, де налічувалось до 50 дворів, відійшло до Московії. Московський уряд розглядав його як важливий стратегічний пункт у боротьбі з кримськими татарами й надіслав сюди 20 стрільців.
Нова хвиля переселенців з Правобережжя значно примножила чисельність населення і призвела до створення у 1655–1658 роках Охтирського слобідського козацького полку, який проіснував до 1765 року, коли за наказом Катерини II всі слобідські полки були ліквідовані. До складу полку входили Богодухівська, Боромлянська, Кириківська й Охтирська сотні. У 1692 до полку належали 12 міст, 27 сіл, кілька хуторів.
У 1709 року територія Охтирського козацького полку стає ареною запеклої боротьби зі шведами. Комендант міста отримав царський указ: мати на чотири місяці провіанту, а якщо противник почне наступ, то боротись до останньої людини, не йти на жодні перемовини. Щоб прикрити шлях на Бєлгород і Харків, звідки шведи могли вирушити на Москву, Петро I зосередив головні сили в Охтирці й Богодухові.
Готуючись до бойових дій зі шведами, Петро I вирішив привести у належний стан укріплення Охтирки, з 26 жовтня 1708 року до 1 червня 1709 року перебуваючи у різних місцях: поблизу Глухова, у Лебедині, Сумах, Охтирці, Бєлгороді, під Полтавою. Шведи йшли до Охтирки вже зимової пори з наміром здобути тут собі провіант і сіно для коней. Вони захопили Зіньків, Котельву, Красний Кут, Хухру, спалили Олешню, де гарнізон чинив серйозний опір завойовникам, але штурмувати Охтирку не наважились.
У травні 1765 імператриця Катерина II видала указ про розформування Слобідського козацького війська і створення на його базі гусарських полків. У рамках цієї реформи Охтирський козацький полк було переформовано в Охтирський 12-й гусарський полк. Охтирським гусарським полком деякий час командував Денис Давидов, до нього були приписані (служили) Михайло Лермонтов, композитор Аляб'єв, декабрист Муравйов. Полковим святом було 2 липня — на честь Охтирської ікони Божої матері.
Охтирські гусари брали участь у багатьох військових походах, зокрема у франко-російській війні 1812. Полк бився біля Бородіно.
Виникнувши як військове укріплення, Охтирка поступово перетворюється на осередок ремесел і торгівлі.
У 1718 році в Охтирці з'явилася перша в Російській імперії тютюнова мануфактура. В місті працює цегельний завод, виробляється посуд і віконне скло. Щорічно проводився ярмарок, де торгували кіньми, великою рогатою худобою, рибою, сіллю, хлібом, скляним, залізним і дерев'яним посудом і на який приїздили купці з багатьох міст. Широкого розвитку в місті набули ремесла — ткацтво, чинбарство, чоботарство, шорництво, кравецтво, ковальство, гончарство. Далеко за межами Слобожанщини були відомі охтирські килими.
Перша повітова школа на Слобожанщині виникла в Охтирці у 1675.
18 лютого 1895 року почався рух поїздів від місцевої залізничної станції.
У 1903 році в Охтирці працювали дві друкарні, чотири млини, ковбасна фабрика, шість цегельних заводів.
Адміністративно-територіальний устрій краю кілька разів змінювався. Так, з 1779 року Охтирка входила до складу Курської губернії. У грудні 1835 року вийшов указ царя Миколи I про перейменування Слобідсько-Української губернії на Харківську, до якої увійшли Лебединський, Богодухівський, Охтирський, Сумський повіти. Цей поділ існував до 1917 року.
Під час Першої світової війни у Народному Домі (нині районний Будинок культури) розміщувався госпіталь для поранених. 12-й Охтирський гусарський полк, який перебував на Західному фронті, відзначився 29 серпня 1916 року під час Брусилівського прориву. У цьому бою гусари втратили свого командира.
За часів Української революції влада у місті змінювалась кілька разів і щоразу це супроводжувалось розстрілами і грабунками. Охтирку спершу зайняли австро-німецькі війська. Їм на зміну прийшли війська Директорії, згодом — Червона армія, Добровольча армія Денікіна.
У 1923 році Охтирка стає центром Богодухівського округу, з 1925 року — центром Охтирського району Харківського округу, з 1932 — райцентром Харківської області, а з 1939 — Сумської.
Під час організованого радянською владою Голодомору 1932—1933 років померло щонайменше 2 746 жителів міста.
14 жовтня 1941 року радянські війська з боєм відступили з Охтирки.
У період німецької окупації в місті діяв партизанський загін, під командуванням І. Ю. Горобця.
25 серпня 1943 року в результаті завершальних боїв Курської битви Охтирка була звільнена 27 армією під командуванням генерал-лейтенанта С. Г. Трофименка.
Відкриття в 1957 році родовища нафти й газу дало поштовх до створення нових підприємств. З 1961 року веде свою історію Охтирський нафтопромисловий район, що охоплює велику площу на території трьох областей і за своєю потужністю займає перше місце в Україні, де є поклади нафти і блакитного палива. Нині тут видобувається 50 % української нафти.
У 1975 році Охтирка отримала статус міста обласного підпорядкування.
На референдумі 1 грудня 1991 року понад 90 % охтирчан проголосували за незалежність України.

### Оборона Охтирки під часросійсько-української війни

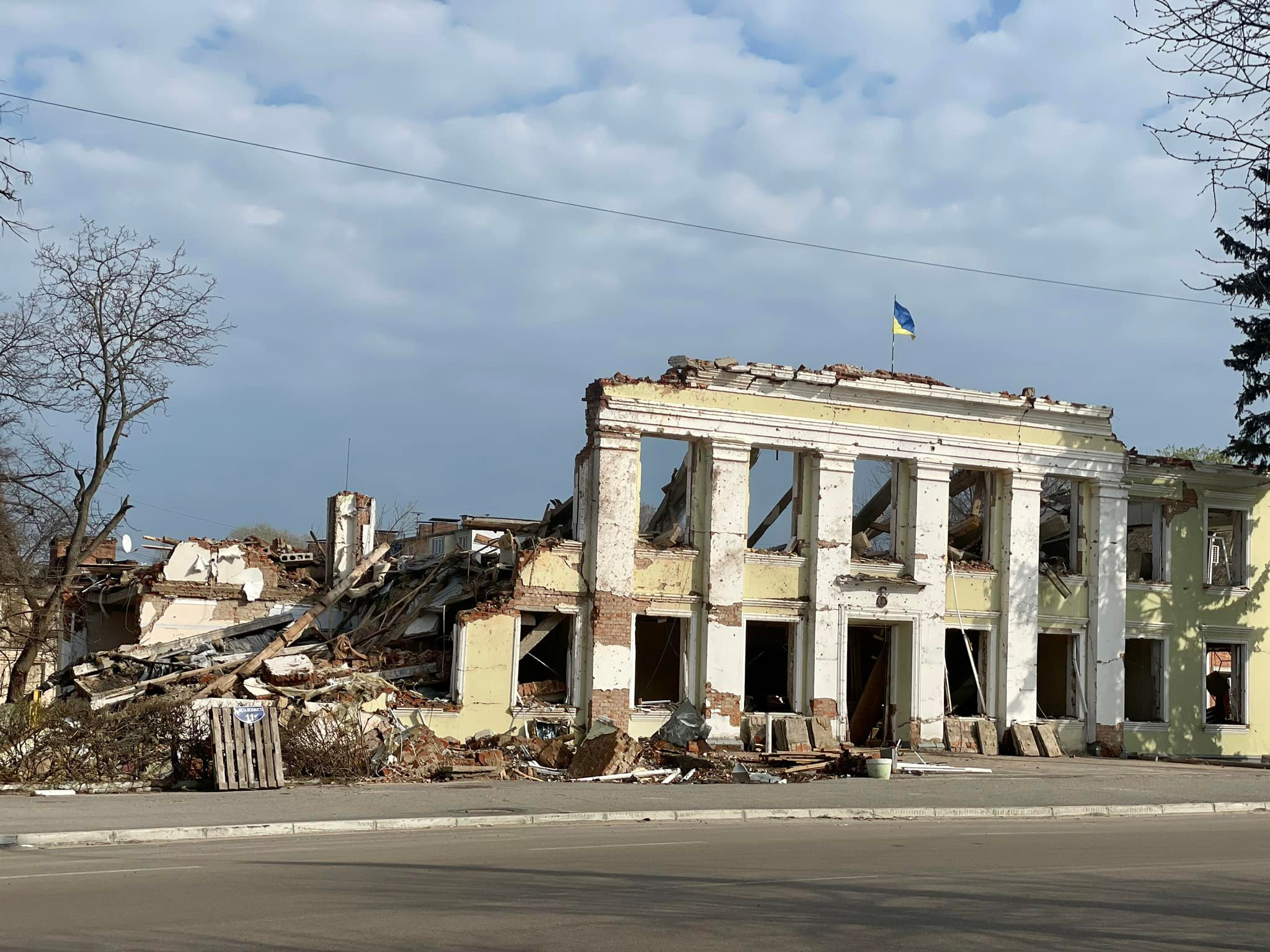
Охтирська міська рада після авіабомбардування

Бої за Охтирку почалися 24 лютого 2022 року після російського вторгнення в Україну і є частиною російсько-української війни, розв'язаною Росією на південному сході України у 2014 році, участь у якій і причетність до якої в Росії постійно заперечували.
24 березня 2022 року з метою відзначення подвигу, масового героїзму та стійкості громадян, виявлених у захисті своїх міст під час відсічі збройної агресії Російської Федерації проти України, Указом Президента України № 164/2022 Охтирці присвоєно почесну відзнаку «Місто-герой України».
28 березня 2023 року Президент України Володимир Зеленський вручив відзнаку «Місто-герой України» міському голові Павлові Кузьменку, голові військової цивільної адміністрації та міському коменданту Охтирки.

## Населення
До кінця XVIII століття населення Охтирки перевищувало населення Харкова та Сум. На період утворення Слобідсько-Української губернії (1785 рік) це було найбільш заселене місто Слобожанщини з населенням у 12 849 осіб (6291 ч., 6558 ж.). Для порівняння: у губернському місті Харкові проживало 10 885 жителів.

### Чисельність
Динаміка зміни населення Охтирки за роками:

### Національний склад
Розподіл населення за національністю за даними перепису 2001 року:
| Національність  | Відсоток |
| --------------- | -------- |
| українці        | 87,92 %  |
| росіяни         | 8,24 %   |
| білоруси        | 0,46 %   |
| роми            | 0,16 %   |
| вірмени         | 0,14 %   |
| інші/не вказали | 3,08 %   |

### Мовний склад
За даними перепису 1897 року:
| Мова       | Чисельність, осіб | Відсоток |
| ---------- | ----------------- | -------- |
| Українська | 20 390            | 87,14 %  |
| Російська  | 2 604             | 11,13 %  |
| Інші       | 405               | 1,73 %   |
| Разом      | 23 399            | 100,00 % |

Розподіл населення за рідною мовою за даними перепису 2001 року:
| Мова            | Чисельність, осіб | Відсоток |
| --------------- | ----------------- | -------- |
| Українська      | 43 301            | 87,09 %  |
| Російська       | 4 955             | 9,97 %   |
| Білоруська      | 54                | 0,11 %   |
| Вірменська      | 39                | 0,08 %   |
| Інші/Не вказали | 1372              | 2,75 %   |
| Разом           | 49721             | 100 %    |

## Економіка
До 2012 року основу міської економіки складали підприємства машинобудування: ВАТ «Нафтопроммаш» та Охтирський завод сільськогосподарського машинобудування (ВАТ «Охтирсільмаш») — обидва визнані банкрутами.
З 2000-их років «пальма першості» відійшла до підприємств нафтогазової галузі, це НГВУ «Охтирканафтогаз» та Охтирське УБР — підрозділи ПАТ «Укрнафта», а також легкої та харчової промисловостей: ВАТ «Охтирська швейна фабрика», ВАТ «Охтирський пивоварний завод», хлібокомбінат, м'ясокомбінат та Охтирський сиркомбінат.
Охтирська ТЕЦ забезпечує підприємства й жителів міста електричною й тепловою енергією.

## Пам'ятки
В Охтирці нараховується 67 пам'яток-об'єктів культурної спадщини, серед яких:
- 27 — пам'ятки історії;
- 20 — пам'ятки містобудування та архітектури.
- 20 — пам'ятки монументального мистецтва;

### Архітектура
Охтирський міський краєзнавчий музей

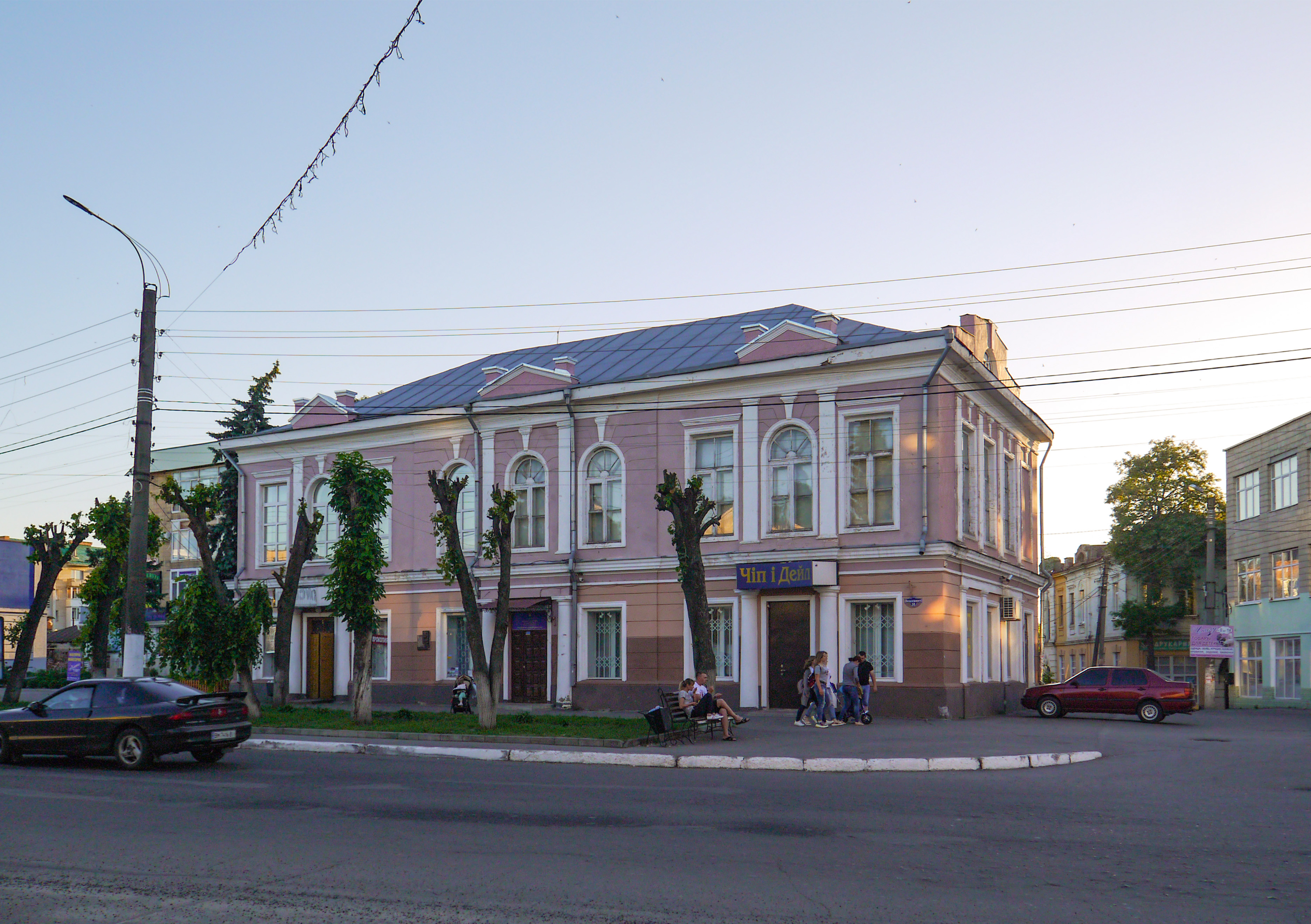
Охтирський міський краєзнавчий музей, жовтень 2009 року

Краєзнавчий музей на Сумщині, в якому наявне зібрання матеріалів з природи, історії, культури та персоналій міста.
Заклад знаходиться на головній вулиці міста в історичній будівлі. Музей працює як самостійний міський краєзнавчий музей, починаючи від 1995 року.
Районний будинок культури.

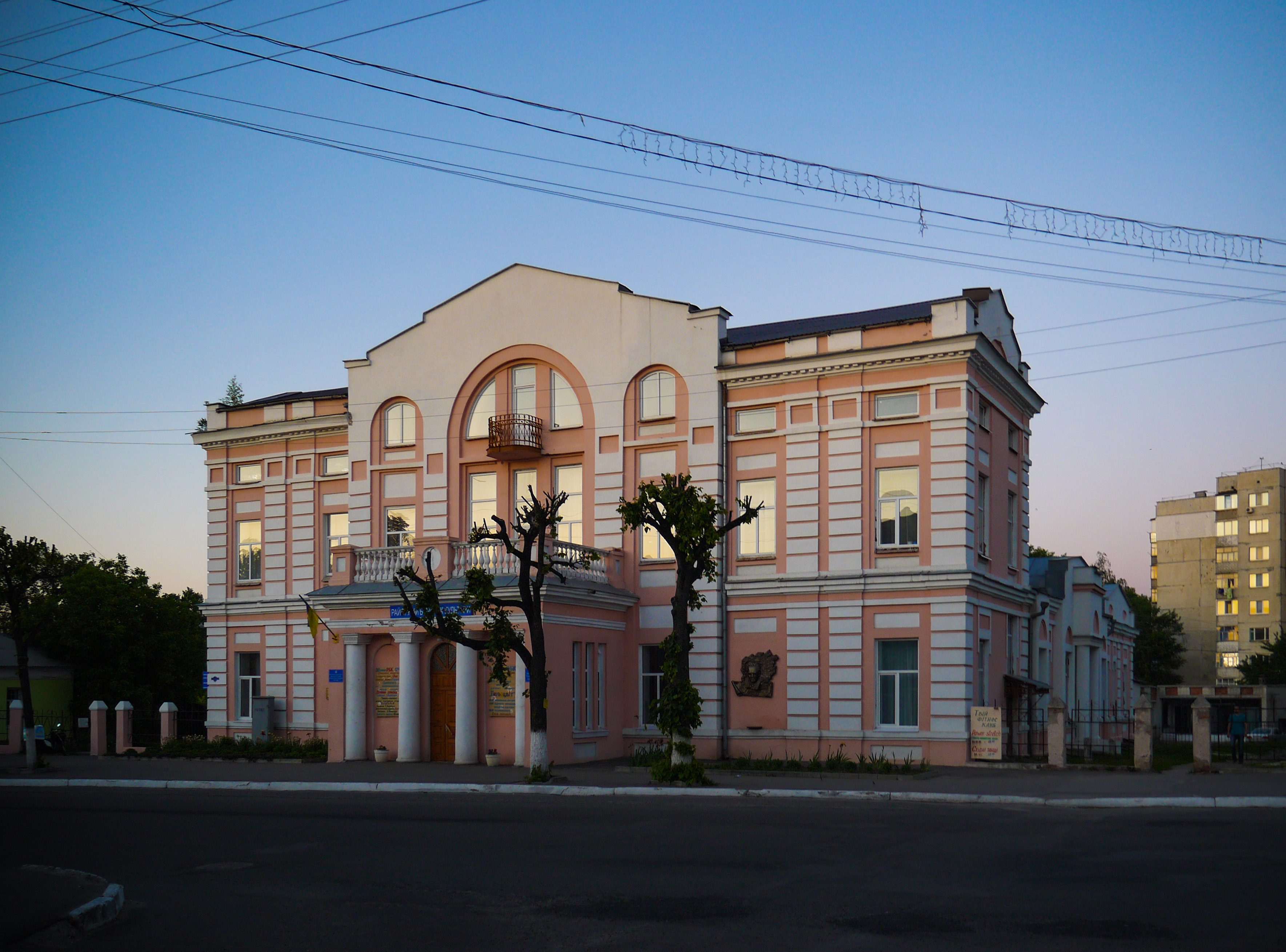
Районний будинок культури

Пам'ятка архітектури місцевого значення, характерний зразок громадської будівлі повітового міста Лівобережної України початку XX століття.
З 1995 — при РБК працює самодіяльний народний театр «Чудаки».
Архітектурний комплекс Покровського собору

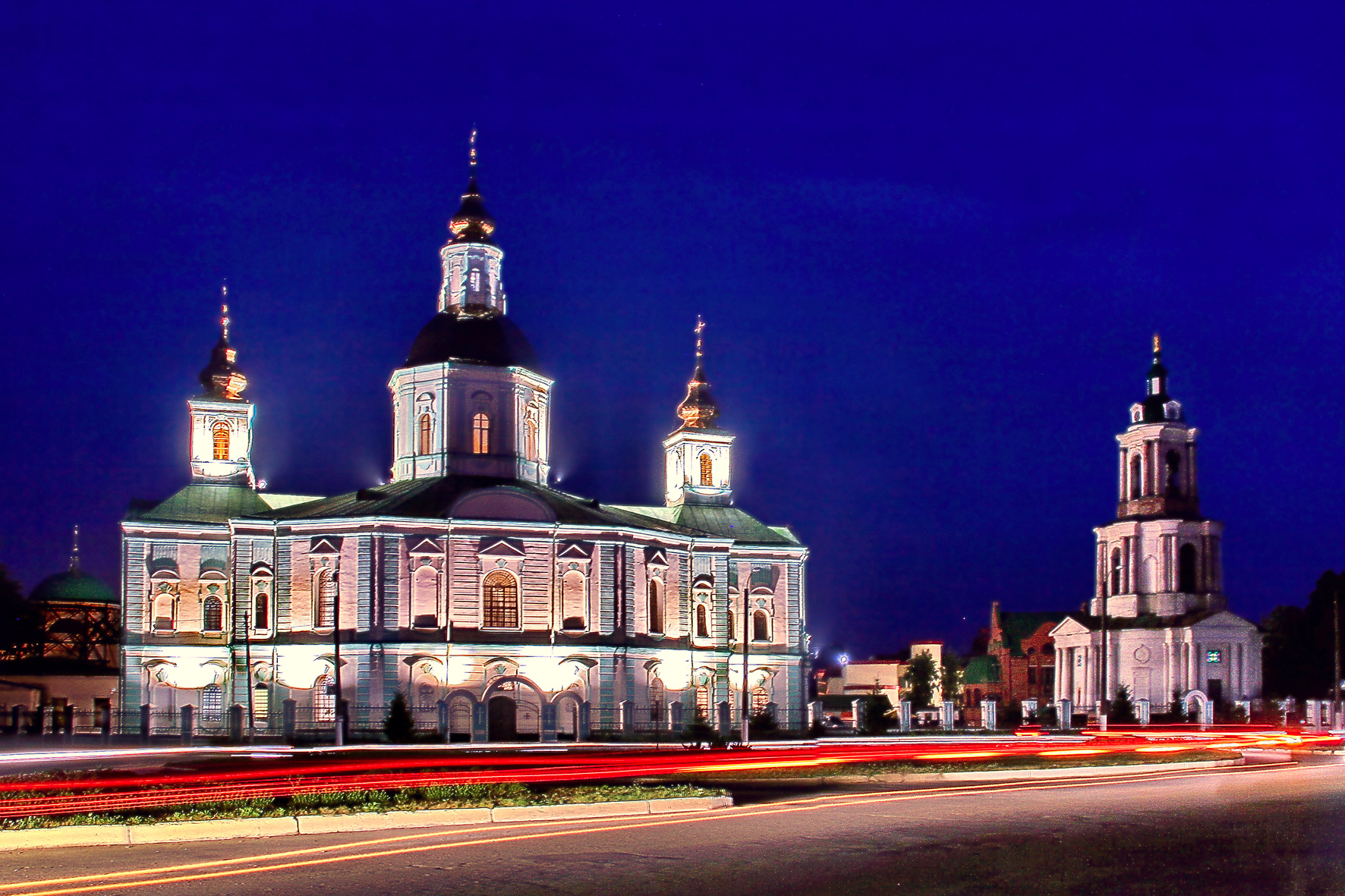
Покровський собор (зліва) і Введенська дзвіниця (справа)

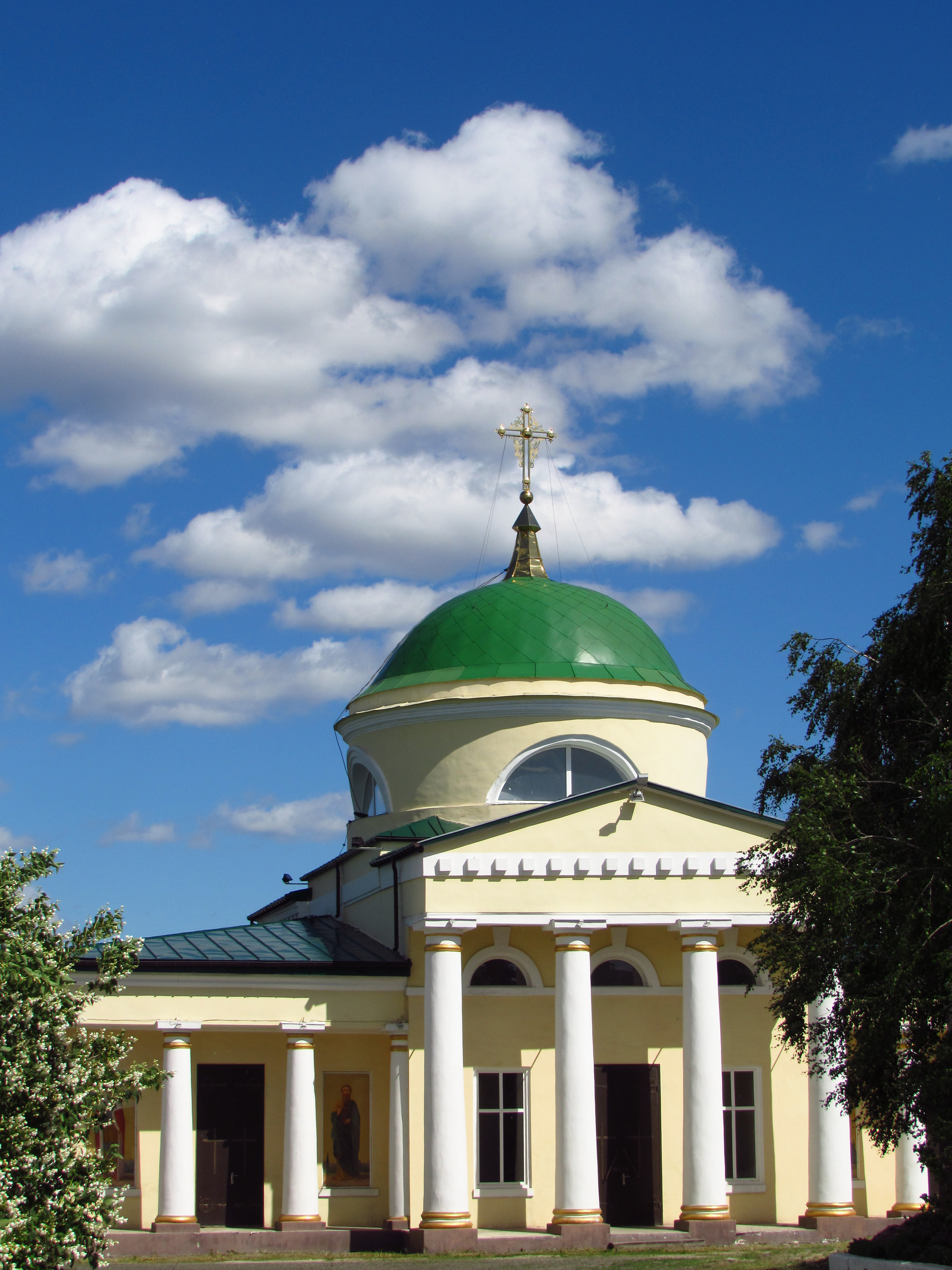
Церква Різдва Христового

Пам'ятка українського бароко середини XVIII століття; історико-архітектурна пам'ятка національного значення. Власне Покровський собор є головною складовою ансамблю Покровського собору (1753—1825), до якого входять також Введенська церква-дзвіниця (1784 рік) і Церква Різдва Христового (1825 рік). Настоятель — протоієрей Євгеній Сопіга.

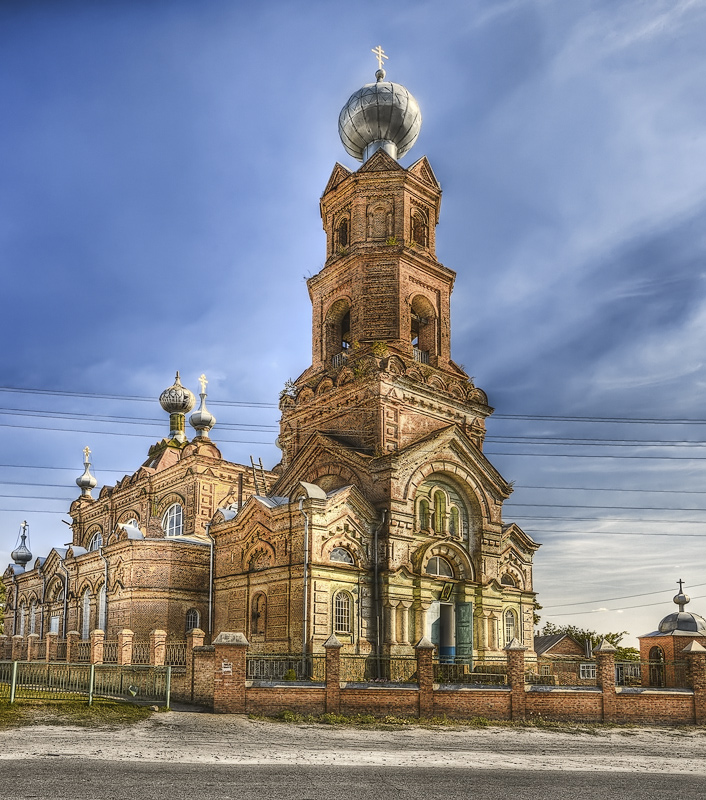
Церква Архістратига Михаїла.

Церква Архістратига Михаїла
Церква Архістратига Михаїла — православна церква, розташована на півночі міста.
Загальний вигляд церкви відрізняється незвичайною для православного храму ярусністю, із контрастним вирішенням кожного яруса. Перший — утворений боковими навами, апсидою та наріжними компартиментами — масивний, приземкуватий, розпластаний, із складним ритмом отворів. Другий ярус, утворений високою середньою навою — піднесений, легкий, із прорізаними великими вікнами, які дещо спотворюють загальну масштабність будівлі. Будівля церкви зведена з червоної цегли, а зовнішній декор виконаний виключно способом рельєфної кладки з елементами російської, візантійської та романської архітектури.

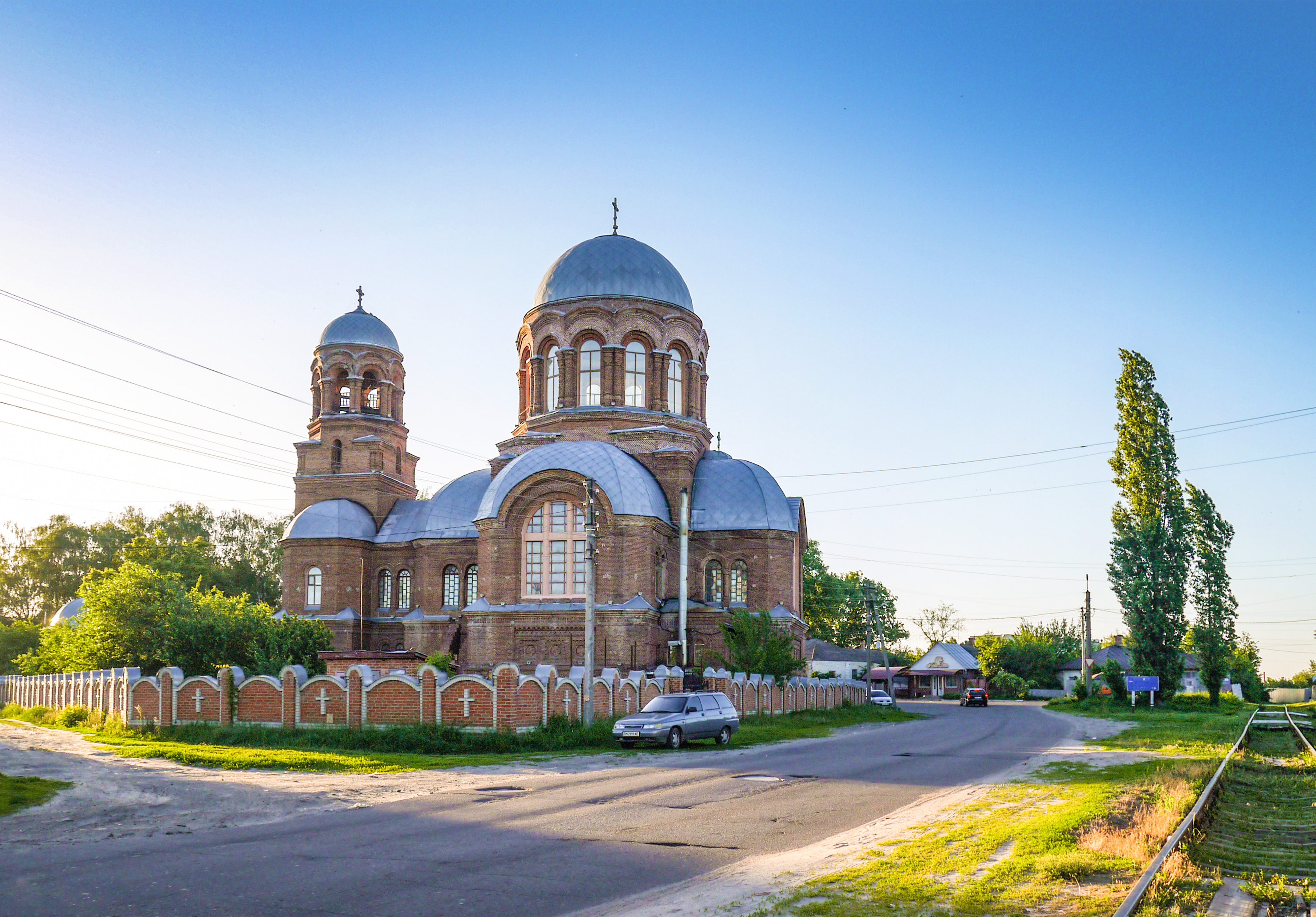
Георгіївська церква
Церква Святого Георгія збудована на честь святого великомученика Побідоносця Георгія, який загинув в Нікомедії в 303 році після народження Христа. Храм в Охтирці називають Юр'ївською церквою.

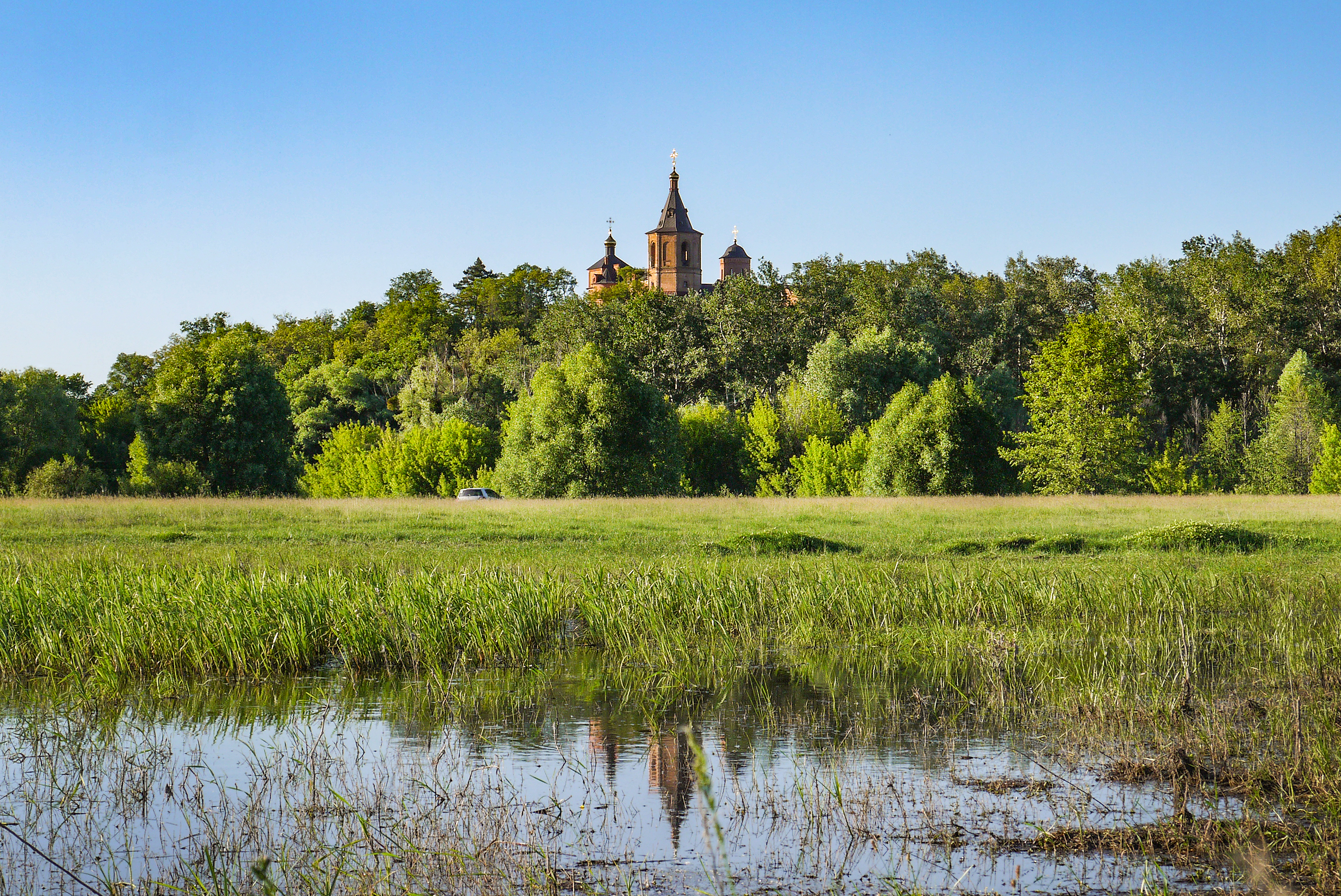
Дзвіниця Троїцького монастиря.

Охтирський Свято-Троїцький монастир
Охтирський Свято-Троїцький монастир — чоловічий монастир, розташований на старовинному Охтирському городищі.
Найбільша церква Охтирського Свято-Троїцького монастиря — Троїцька, ймовірно, була збудована у 1724—1729 роках. Храм був споруджений у стилі українського бароко, тричасний, триверхий. Він єдиний зберігся і функціонував після закриття монастиря у 1788—1842 роках.
Троїцький храм був знищений у 40-х роках XX століття, залишилися лише його дзвіниці, зведені ще у 1741 році.
Дзвіниця Охтирського Троїцького монастиря — рідкісний збережений зразок монастирської дзвіниці оборонного типу першої половини XVIII ст. Нині вона є пам'яткою архітектури місцевого значення. У наш час монастир відроджується. Потребує відродження і Охтирське городище, на якому він розташований, як комплексна пам'ятка природи, археології та історії.

### Декомунізація
15 лютого 2013 року активісти ВО «Свобода», враховуючи бездіяльність місцевої влади щодо виконання Указу Президента України від 12 червня 2009 року № 432/2009, знесли в Охтирці пам'ятник Леніну.

## Культура
Мережа закладів культури міста:
- дитяча музична школа;
- дитяча художня школа;
- міський краєзнавчий музей;
- міський центр культури і дозвілля;
- міська централізована бібліотечна система;
- РБК.

## Спорт
У місті активно розвивається футбол, місцевий футбольний клуб «Нафтовик-Укрнафта» виступав в 1 лізі до моменту свого розформування влітку 2018 року. На початку 2020 року, футбольний клуб було відновлено і перейменовано на ФК «Нафтовик-Охтирка». Виступає у Вищій лізі Сумської області. Домашньою ареною футбольного клубу є стадіон «Нафтови́к».

## Відомі люди
Народилися
- Андрій Бабич — канадський художник українського походження
- Багряний Іван Павлович (1996—1963) — український поет, прозаїк, драматург, публіцист, журналіст та політичний діяч[25]. Голова Української національної ради. Лауреат Національної премії України імені Тараса Шевченка (1992, посмертно).
- Бринжала Олександр Петрович (1974—2022) — український військовий пілот, майор, льотчик 1 класу 40-ї бригади тактичної авіації[26]. Один з тих пілотів чий подвиг сприяв створенню легенди про «Привида Києва». Загинув під час російського вторгнення в Україну. Герой України (2022, посмертно).
- Глєбов Валерій Васильович (1970—2022) — капітан Збройних сил України. Загинув під час Російського вторгнення в Україну. Герой України (2023, посмертно).
- Кварта Олександр Васильович (1977) — український автор та виконавець пісень.
- Твердохлібов Олександр Дмитрович (1840—1918) — письменник, етнограф, краєзнавець, педагог.

Проживали
- Федір Дробітько — бандурист.
- Кулжинський Сергій Миколайович — український військовий діяч, генерал-хорунжий Армії УНР, під час Першої світової війни був командиром Охтирського гусарського полку.
- Сєров Валентин Олександрович (1865—1911) — художник, учень Іллі Рєпіна, у дитинстві жив в Охтирці в маєтку свого вітчима Василя Івановича Нємчинова. Син відомих композиторів Олександра Сєрова і Валентини Сєрової.
- Таранушенко Стефан Андрійович — український мистецтвознавець, історик архітектури, музейник і педагог; директор Державний музей українського мистецтва в Харкові (1920—1933); професор Харківського Художнього Інституту (1924—1929); жертва сталінського терору. Чотири роки навчався в Охтирській чоловічій гімназії, яку закінчив в 1910, паралельно давав уроки латинської мови.
- Микола Хвильовий — український прозаїк, поет, публіцист; представник Розстріляного відродження. Вчився в Охтирській чоловічій гімназії.

## Міста-побратими
- Кнежа, Болгарія[27]
- Болдешть-Скеєнь, Румунія[28]

### Міста-партнери
- Борислав, Україна[29][30]
- Кременчук, Україна[31]

## Галерея

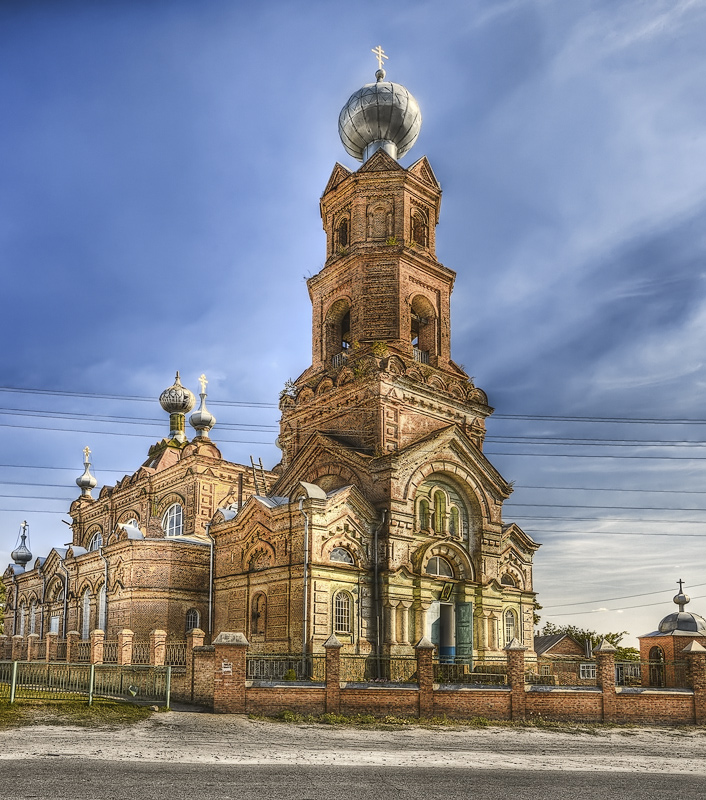
Михайлівська церква
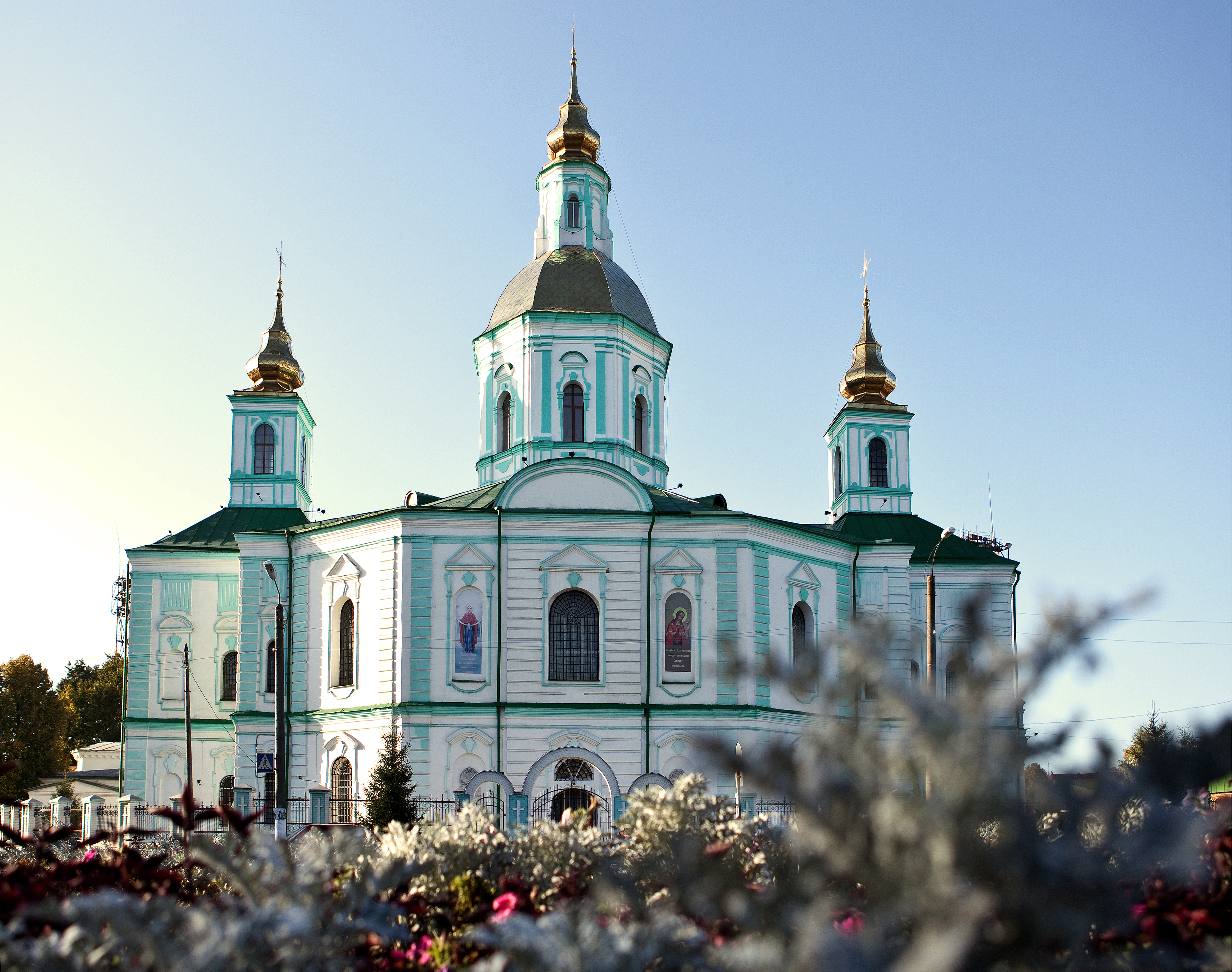
Покровський собор
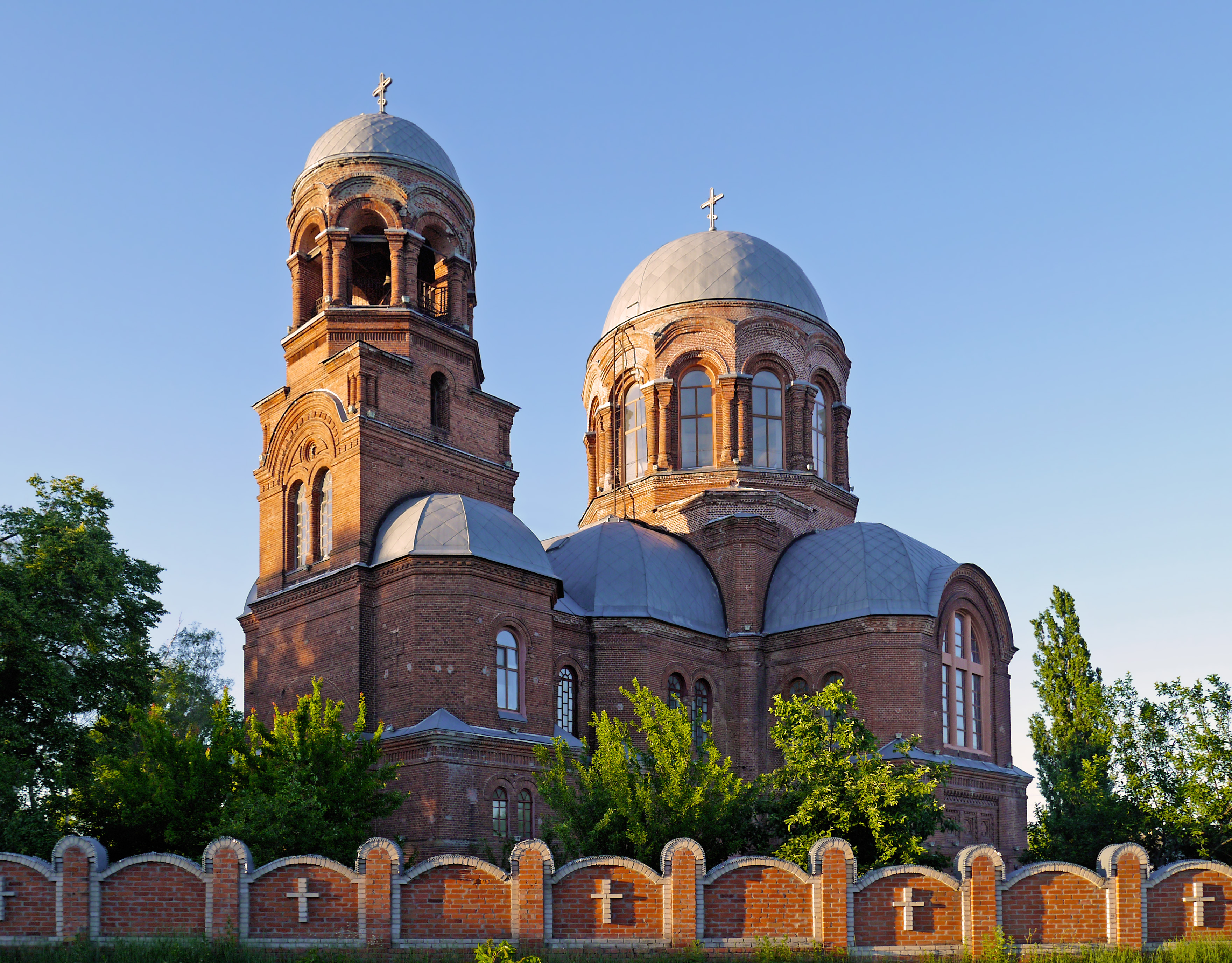
Церква Георгія Побідоносця
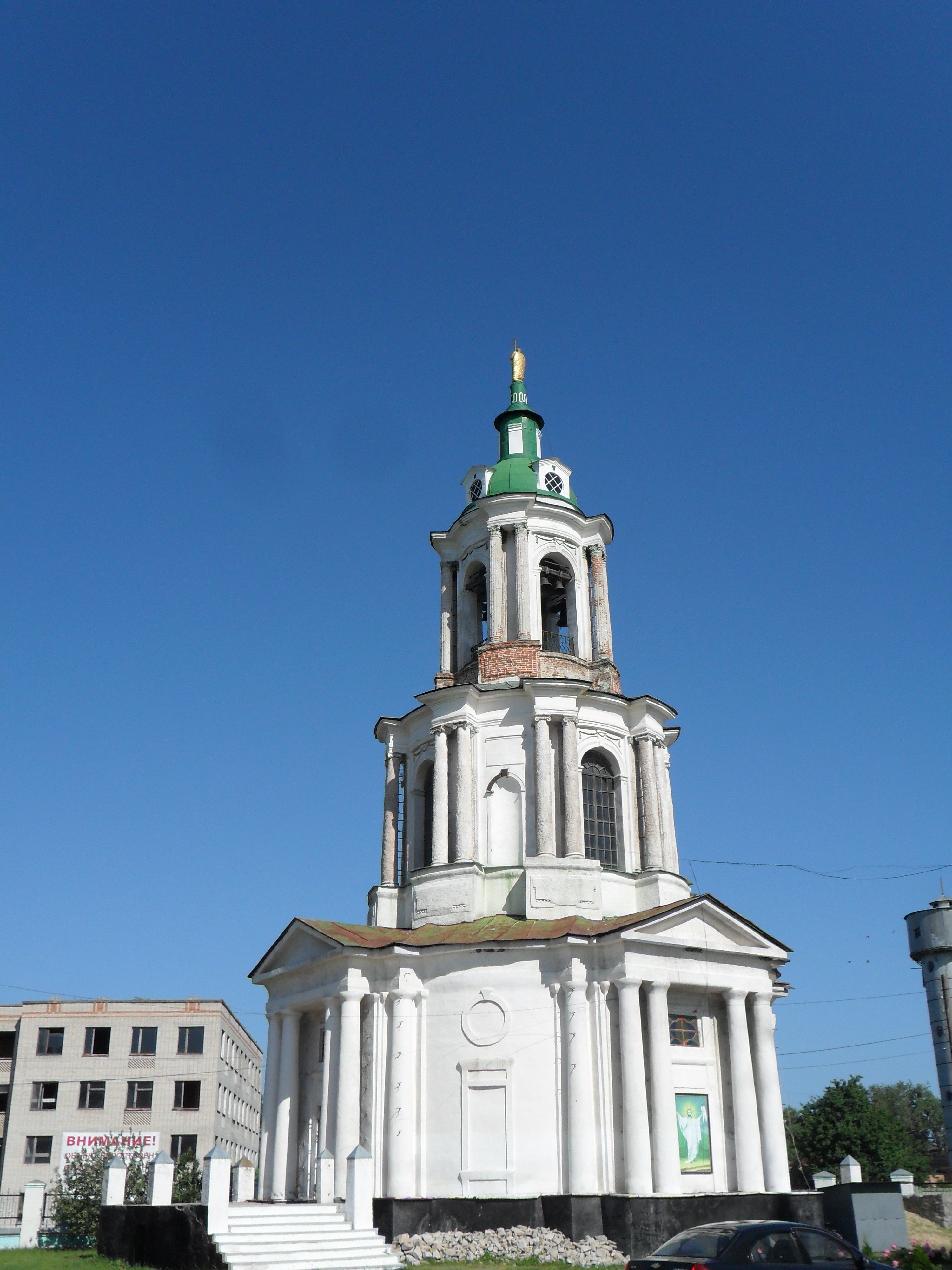
Введенська церква-дзвіниця
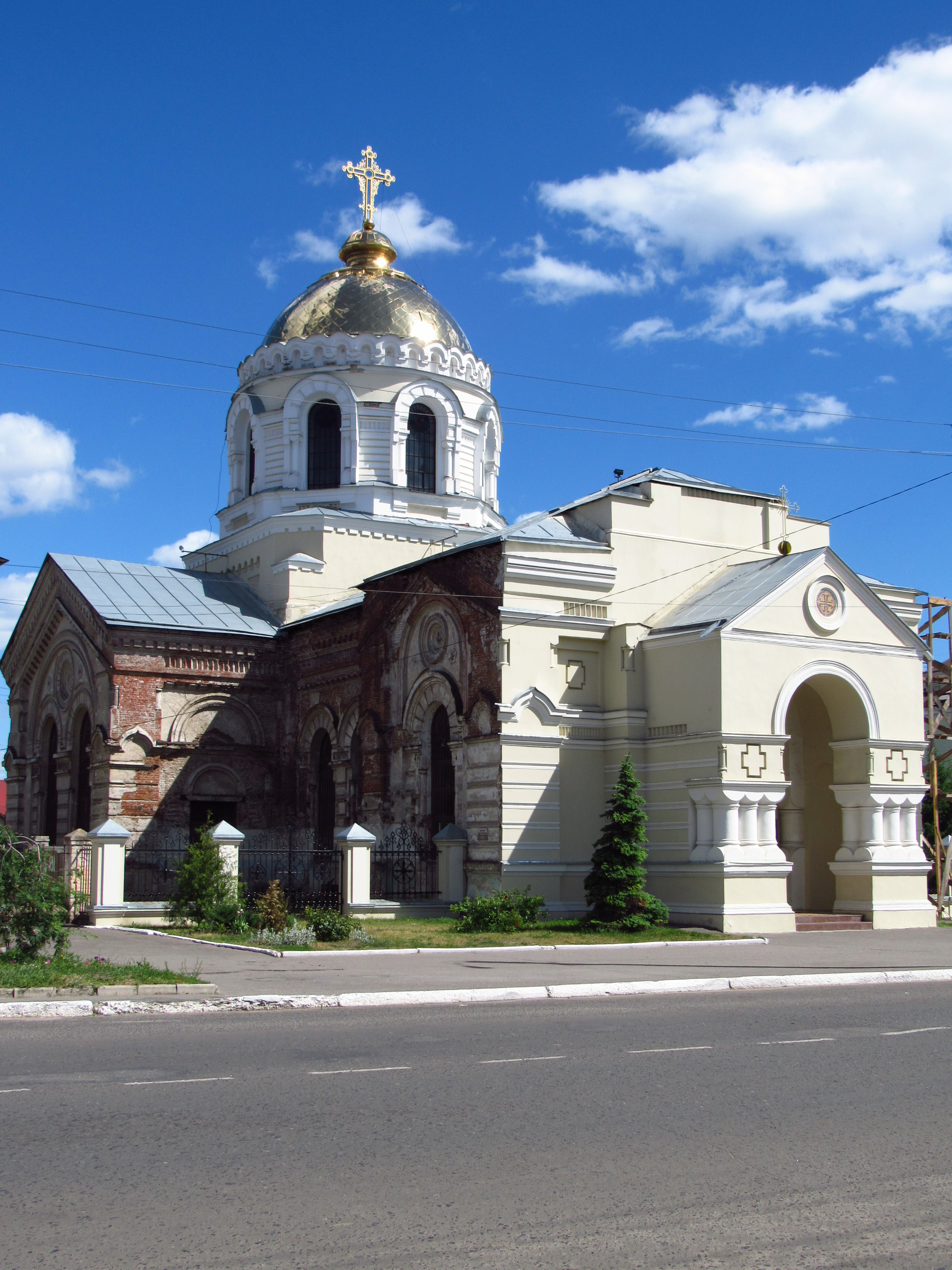
Спасо-Преображенська церква
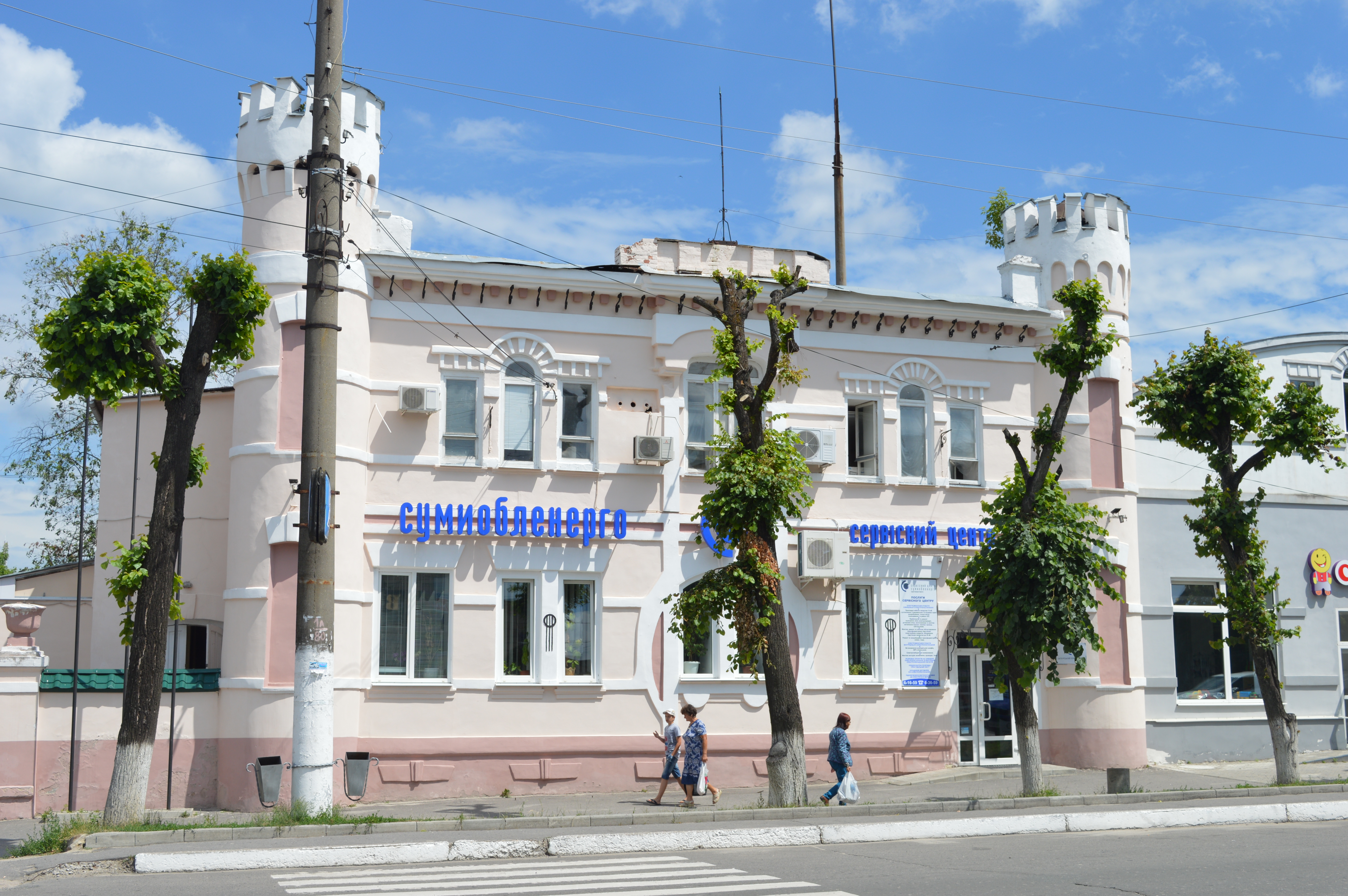
Колишня електростанція
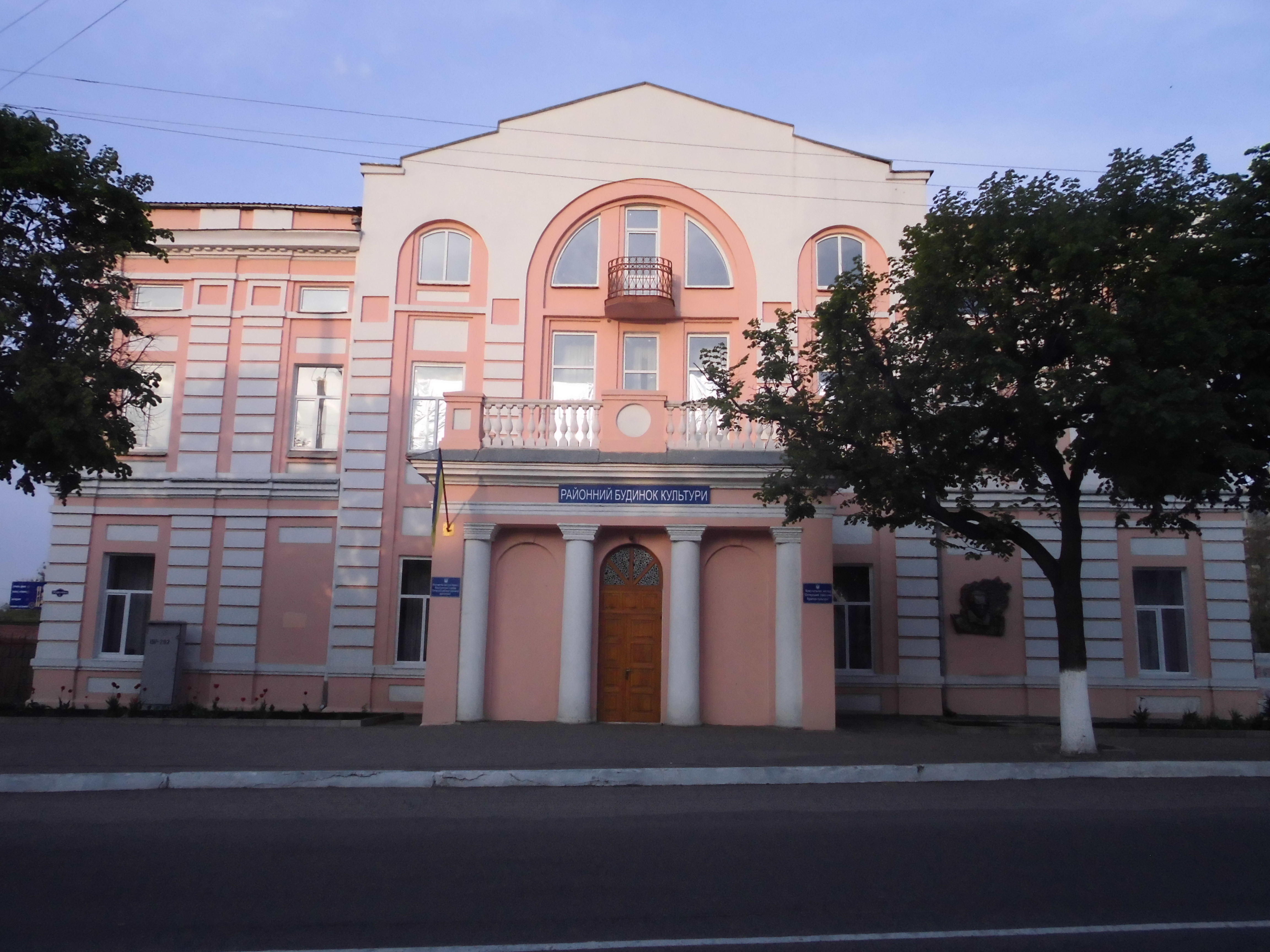
Районний будинок культури
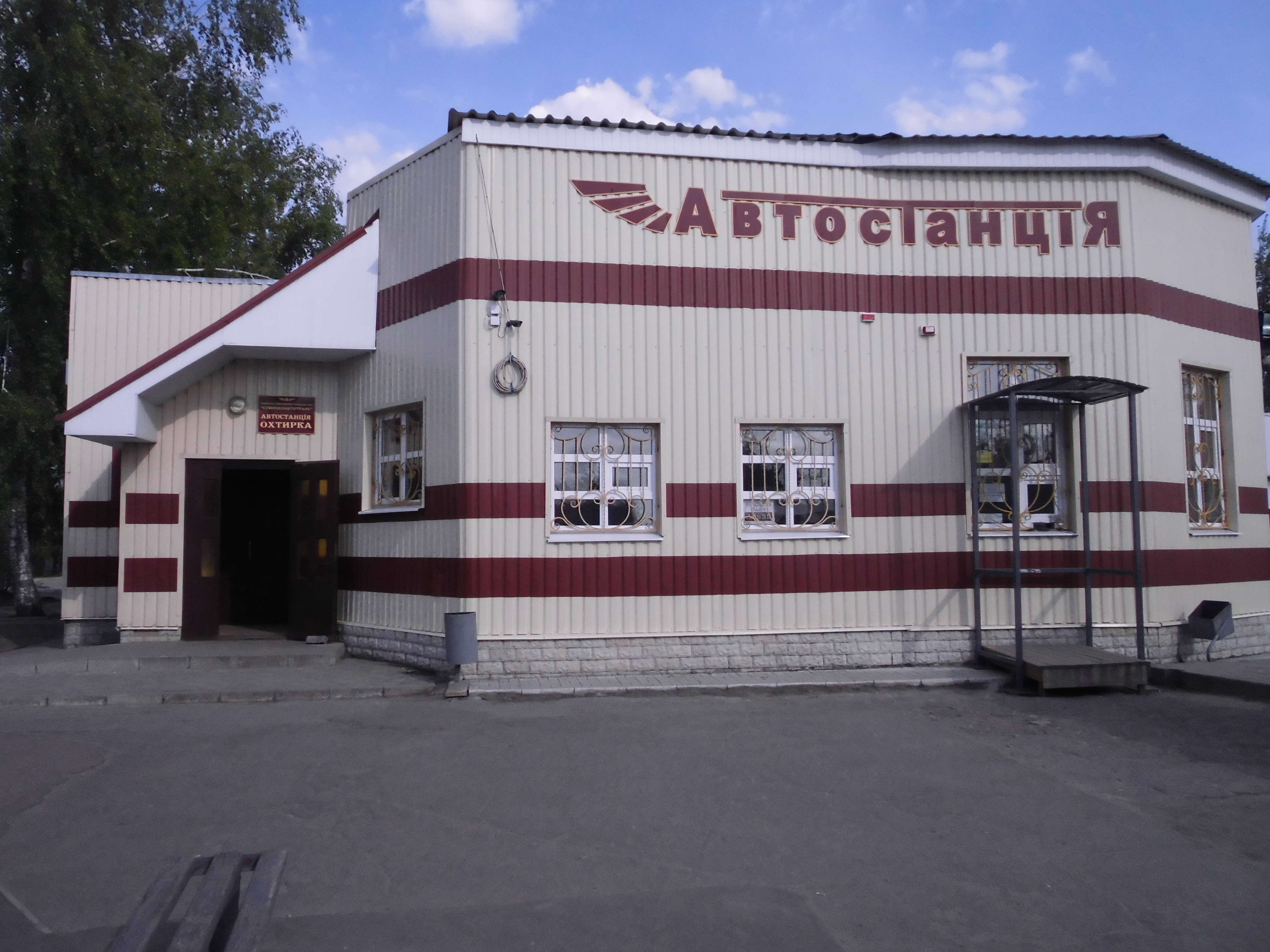
Автостанція
Погруддя Багряному
Пам'ятник Шевченку